# Uwe Storch
Uwe Storch (Staßfurt, 12 de julho de 1940) é um matemático alemão. Seu campo de pesquisa é álgebra comutativa e geometria analítica e algébrica.